# Spencer-Nunatak
Der Spencer-Nunatak ist ein markanter Nunatak im westantarktischen Marie-Byrd-Land. Er ragt 15 km ostnordöstlich des Mount LeSchack zwischen der Wisconsin Range und den Long Hills in den Horlick Mountains auf.
Der United States Geological Survey kartierte ihn anhand eigener Vermessungen und mithilfe von Luftaufnahmen der United States Navy aus den Jahren von 1959 bis 1960. Das Advisory Committee on Antarctic Names benannte ihn 1962 nach Donald J. Spencer, Atmosphärenforscher auf der Byrd-Station im antarktischen Winter des Jahres 1958.